# News of the World
News of the World a fost un ziar săptămânal din Regatul Unit, care a fost publicat din 1843 până în 2011. În luna aprilie 2008, ziarul avea un tiraj de 3.192.419 de exemplare.
Ziarul este deținut de compania News Corporation, prin subsidiara acesteia din Marea Britanie, News International.
La data de 7 iulie 2011, James Murdoch, fiul proprietarului, Rupert Murdoch, a anunțat că ziarul va fi închis în urma scandalului de ascultare ilegală de telefoane în care au fost implicată publicația.